# Kokkolan Palloveikot
Kokkolan Pallo-Veikot (betyder ungefär "Karlebys bollpojkar"), oftast endast benämnd vid akronymen KPV, är en fotbollsklubb från Karleby i Mellersta Österbotten. 

## Historia
KPV bildades 1930 och stod länge i skuggan av GBK. Under 1960- och 1970-talen kom detta dock att ändras. KPV blev finländska mästare 1969, silvermedaljörer 1973 samt bronsmedaljörer såväl 1971 som 1975. Därtill har laget nått cupfinalen vid två tillfällen men förlorat bägge (2-3 mot Haka 1982 och 0-1 mot HJK 2002). Under senare år laget spelat i antingen Ettan eller Tvåan

## Placering tidigare säsonger
| Säsong | Nivå | Liga          | Placering | Referens | Notering                      |
| ------ | ---- | ------------- | --------- | -------- | ----------------------------- |
| 2014   | 3    | Kakkonen      | 6         |          |                               |
| 2015   | 3    | Kakkonen      | 1         |          | Uppflyttad till Veikkausliiga |
| 2016   | 2    | Ykkönen       | 5         | [ 1 ]    |                               |
| 2017   | 2    | Ykkönen       | 3         | [ 2 ]    |                               |
| 2018   | 2    | Ykkönen       | 2         | [ 3 ]    | Uppflyttad till Veikkausliiga |
| 2019   | 1    | Veikkausliiga | 11        | [ 4 ]    | Nedflyttad till Ykkönen       |
| 2020   | 2    | Ykkönen       | 8         | [ 5 ]    |                               |
| 2021   | 2    | Ykkönen       | 7         | [ 6 ]    |                               |
| 2022   | 2    | Ykkönen       | 5         | [ 7 ]    |                               |
| 2023   | 2    | Ykkönen       | 11        | [ 8 ]    |                               |
| 2024   | 3    | Ykkönen       | 2         | [ 9 ]    |                               |

## Rivalitet
Karleby är en tvåspråkig stad och detta återspeglas tydligt inom fotbollen. Förvisso har språkgränser varit viktiga mellan lag i andra städer (exempelvis IFK Helsingfors/Kronohagens IF vs. HJK/HPS i Helsingfors och IFK Åbo vs. TPS i Åbo) men dessa är vanligen inte lika skarpa numera. I Karleby är dock KPV uttalat de finskspråkigas lag, medan Gamlakarleby BK (GBK) är lika uttalat ett lag för svenskspråkiga. Genom historien har de turats om att vara stadens främsta lag, för närvarande (2015) spelar klubbarna i samma serie. Lagen delar även hemmaplan, Karleby centralplan.